# Interstate H-3
L'Interstate H-3 (H-3) è un'autostrada statunitense della Interstate Highway che si estende per 24,66 chilometri sull'isola hawaiana di Oahu, collegando la Marine Corps Base Hawaii, situata tra Kailua e Kaneohe, con il centro abitato di Halawa. A est termina appunto con l'ingresso presso la base del Corpo dei Marines, mentre a ovest termina con l'Interstate H-1 a Halawa.
È anche nota come John A. Burns Freeway.